# カイロ国際ブックフェア
カイロ国際ブックフェアとは、アラブ世界で最大最古の本のイベントである
。毎年1月最後の週、エジプトのカイロ、アル＝アズハル大学近くのMadinat Nasrにあるカイロ国際フェアグラウンズで開催される。本イベントはアラビアの出版業界では重要なイベントとされている 。

## 規模
カイロ国際ブックフェアは、世界最大のブックフェアの一つである。毎年、世界中の何百という出版業者と、おおよそ200万人の人々が訪れている。2006年には、フランクフルト・ブックフェアに次いで2番目の規模で開催された 。このイベントでは、書籍や映像、各メディアなどの小売業者だけでなく、世界中の政府機関や出版業者によるブースや交流会も企画される。講演、朗読会、その他ステージイベントが、アラビア語、英語、その他の言語で提供され、訪れた人たちを楽しませるため野外イベントや花火なども開催される。それらのイベントが約3週間の間に行われる。
1969年、カイロの創立1000周年の記念に、政府機関とエジプトの小売業者が主催のGeneral Egyptian Book Organisationを立ち上げ、カイロ国際ブックフェアを開催した。それから2009年現在、毎年開催し41周年を迎えた。